# SoGK Charlo
SoGK Charlo är en idrottsförening från Svarte i Sverige. Klubben bildades 1938.
Damfotbollslaget spelade fyra säsonger i Sveriges högsta division under perioden 1978-1982.
Landslagsmittfältaren Hugo Larsson, tidigare Malmö FF och numera proffs i Eintracht Frankfurt, har klubben som moderklubb.

### Fotnoter
1. ↑  Jimmy Lindahl (25 februari 2004). ”Maratontabell för högsta damserien 1978-2003”. Bolletinen. http://www.bolletinen.se/sfs/pdf/stat_d_maraton_1978_2003_maratontab_f_hogsta_damserien.pdf. Läst 13 oktober 2013.